# Federazione Europea delle Città Napoleoniche
La Federazione Europea delle Città Napoleoniche (in francese Fédération Européenne des Cités Napoléoniennes) è un'associazione di diritto francese che riunisce le città europee legate all'età napoleonica, considerata per estensione il periodo storico compreso tra la nascita di Napoleone Bonaparte (1769) e la battaglia di Sedan (1870).

## Storia

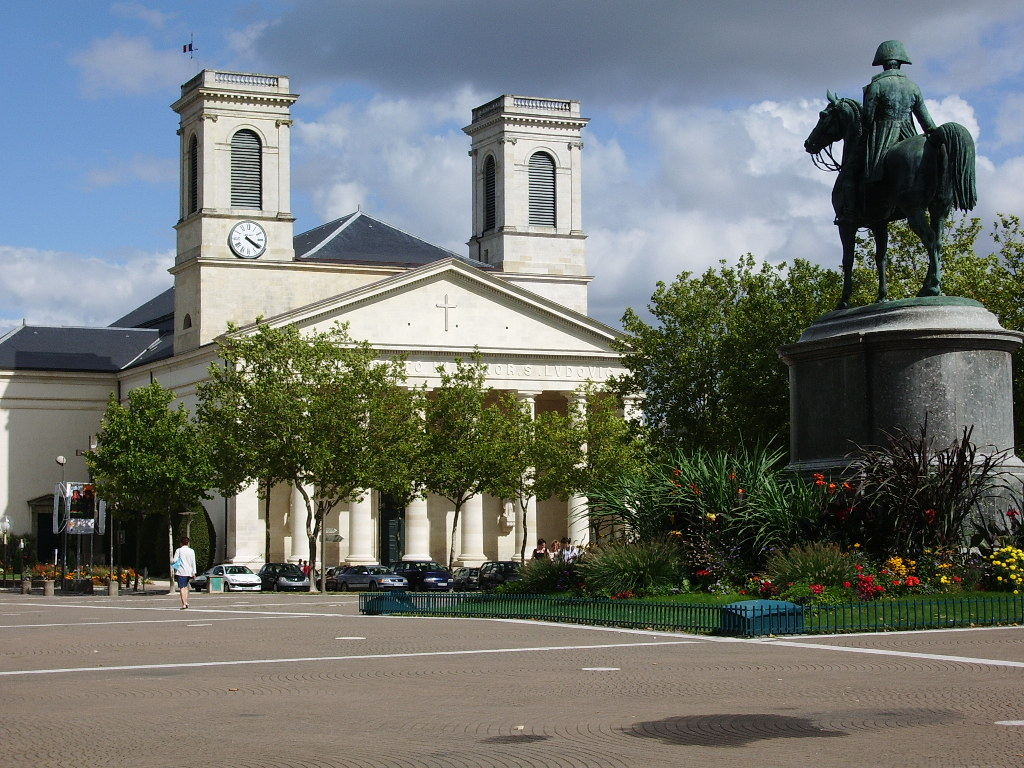
Place Napoléon a La Roche-sur-Yon, comune co-fondatore della Federazione

La Federazione ha origine per volontà dei due comuni francesi di La Roche-sur-Yon e Ajaccio nel 2004, anno in cui celebrarono il bicentenario rispettivamente della fondazione della città e dell'incoronazione di Napoleone. Il 24 maggio di quell'anno, i rappresentanti dei comuni francesi di Ajaccio, Dinant, Île-d'Aix, La Roche-sur-Yon e Pontivy, insieme a quelli di Balestrino (Italia), Jena (Germania), Pułtusk (Polonia), e Waterloo (Belgio), si incontrarono a La Roche-sur-Yon per dare seguito alle celebrazioni dei due comuni ideatori e renderle permanenti tramite la creazione di un'associazione.

## La Federazione

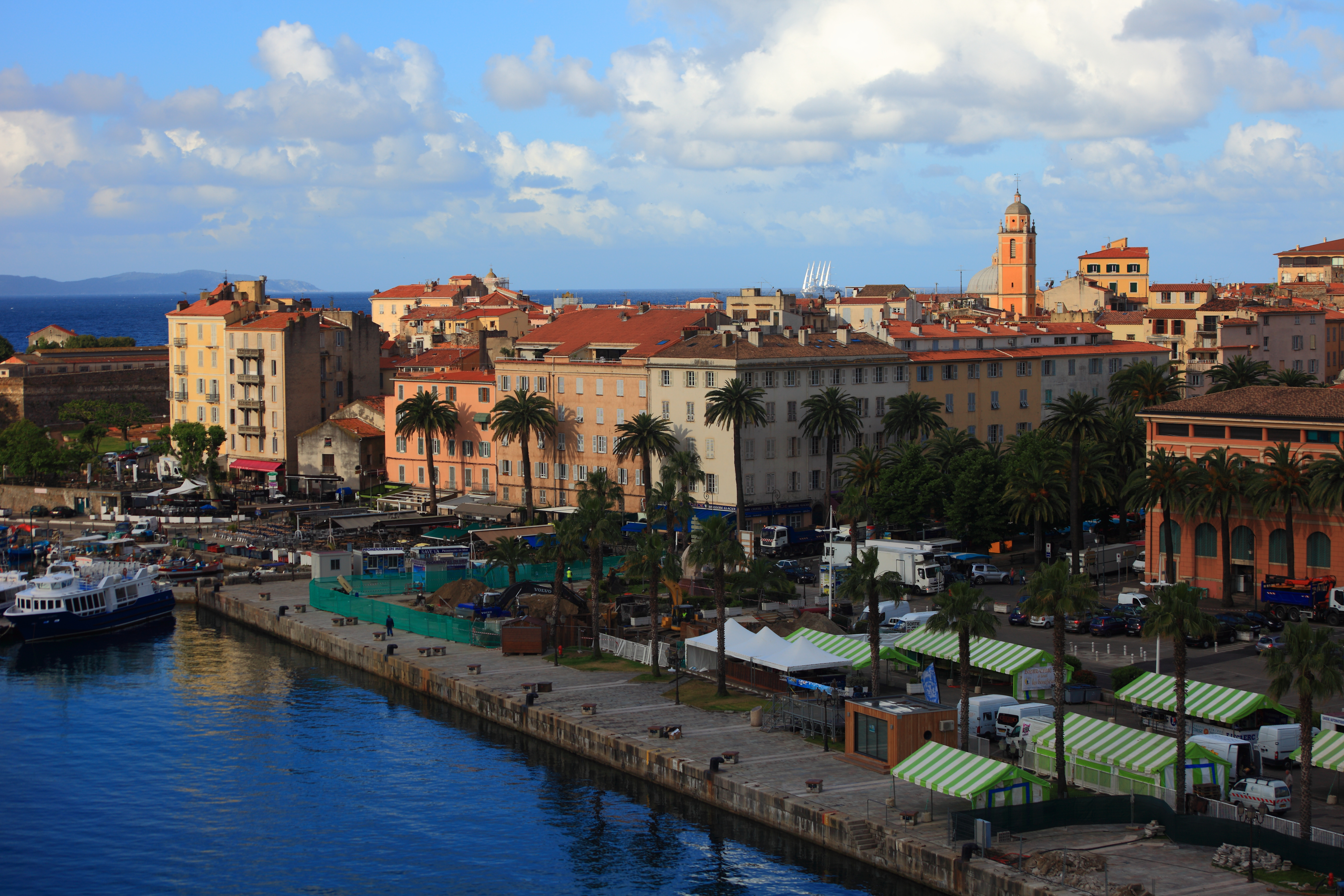
Ajaccio, città natale di Napoleone e sede della Federazione

La Federazione, con sede ad Ajaccio, riunisce quelle amministrazioni che sono state influenzate dalla figura di Napoleone Bonaparte nel periodo storico che si estende dal 1769, anno di nascita di Napoleone, al 1870, anno della battaglia di Sedan, che in Francia sancisce il definitivo passaggio alla Repubblica, e in Europa segna la fine simbolica dell'Ancien Régime. L'obiettivo primario dell'associazione è «la promozione degli scambi storici, la rivalutazione del patrimonio dell'epoca napoleonica, e allo stesso tempo della propria animazione, valorizzazione e di ogni altro progetto di sviluppo». Il presidente della Federazione è Charles Bonaparte, figlio di Luigi Girolamo Vittorio Napoleone Bonaparte e discendente di Napoleone.

## Lista dei membri e dei partner
In corsivo gli enti che non sono comuni; tra parentesi il toponimo in età napoleonica. 
| Città                                         | Paese       | Status  |
| --------------------------------------------- | ----------- | ------- |
| Ajaccio                                       | Francia     | Membro  |
| Albenga                                       | Italia      | Membro  |
| Almeida                                       | Portogallo  | Membro  |
| Aranjuez                                      | Spagna      | Membro  |
| Autun                                         | Francia     | Membro  |
| Bastia                                        | Francia     | Membro  |
| Bocognano                                     | Francia     | Membro  |
| Bolesławiec                                   | Polonia     | Membro  |
| Braine-l'Alleud                               | Belgio      | Membro  |
| Brella                                        | Croazia     | Membro  |
| Calvi                                         | Francia     | Membro  |
| Castiglion Fiorentino                         | Italia      | Membro  |
| Cherasco                                      | Italia      | Membro  |
| Ciudad Rodrigo                                | Spagna      | Membro  |
| Colpo                                         | Francia     | Membro  |
| Corfù                                         | Grecia      | Membro  |
| Corte                                         | Francia     | Membro  |
| Cosseria                                      | Italia      | Membro  |
| Coudekerque-Branche                           | Francia     | Membro  |
| Fleurus                                       | Belgio      | Membro  |
| Fuentes de Oñoro                              | Spagna      | Membro  |
| Grasse                                        | Francia     | Membro  |
| Hanau                                         | Germania    | Membro  |
| Percorso storico delle linee di Torres Vedras | Portogallo  | Membro  |
| Hövelhof                                      | Germania    | Membro  |
| Île-d'Aix                                     | Francia     | Membro  |
| Jena                                          | Germania    | Membro  |
| La Roche-sur-Yon                              | Francia     | Membro  |
| Lerma                                         | Spagna      | Membro  |
| Lussemburgo                                   | Lussemburgo | Membro  |
| Lidzbark                                      | Polonia     | Membro  |
| Loano                                         | Italia      | Membro  |
| Lussinpiccolo                                 | Croazia     | Membro  |
| Mantova                                       | Italia      | Membro  |
| Milnà                                         | Croazia     | Membro  |
| Montereau-Fault-Yonne                         | Francia     | Membro  |
| Montpellier                                   | Francia     | Membro  |
| Sabbioncello                                  | Croazia     | Membro  |
| Parigi                                        | Francia     | Membro  |
| Petrinja                                      | Croazia     | Membro  |
| Pontivy                                       | Francia     | Membro  |
| Portoferraio                                  | Italia      | Membro  |
| Pułtusk                                       | Polonia     | Membro  |
| Rueil-Malmaison                               | Francia     | Membro  |
| Slavkov u Brna (Austerlitz)                   | Rep. Ceca   | Membro  |
| Sombreffe                                     | Belgio      | Membro  |
| Uclés                                         | Spagna      | Membro  |
| Vitoria-Gasteiz                               | Spagna      | Membro  |
| Wavre                                         | Belgio      | Membro  |
| Alessandria                                   | Italia      | Partner |
| Alessandria d'Egitto                          | Egitto      | Partner |
| Altare                                        | Italia      | Partner |
| Antibes Juan Les Pins                         | Francia     | Partner |
| Anversa                                       | Belgio      | Partner |
| Bailén                                        | Spagna      | Partner |
| Balestrino                                    | Italia      | Partner |
| Boissano                                      | Italia      | Partner |
| Borghetto Santo Spirito                       | Italia      | Partner |
| Borodino                                      | Russia      | Partner |
| Boulogne-Sur-Mer                              | Francia     | Partner |
| Brienne-le-Château                            | Francia     | Partner |
| Cairo Montenotte                              | Italia      | Partner |
| Capraia Isola                                 | Italia      | Partner |
| Cengio                                        | Italia      | Partner |
| Charleroi                                     | Belgio      | Partner |
| Châteauroux                                   | Francia     | Partner |
| Compiègne                                     | Francia     | Partner |
| Dego                                          | Italia      | Partner |
| Ragusa                                        | Croazia     | Partner |
| Fontainebleau                                 | Francia     | Partner |
| Granada                                       | Spagna      | Partner |
| Kassel                                        | Germania    | Partner |
| La Maddalena                                  | Italia      | Partner |
| La Valletta                                   | Malta       | Partner |
| Laffrey                                       | Francia     | Partner |
| Granducato di Lussemburgo                     | Lussemburgo | Partner |
| Millesimo                                     | Italia      | Partner |
| Monza                                         | Italia      | Membro  |
| Montmirail                                    | Francia     | Partner |
| Móstoles                                      | Spagna      | Partner |
| Perinaldo                                     | Italia      | Partner |
| Pontinvrea                                    | Italia      | Partner |
| Pravdinsk                                     | Russia      | Partner |
| Provincia di Alessandria                      | Italia      | Partner |
| Rambouillet                                   | Francia     | Partner |
| Santa Teresa Gallura                          | Italia      | Partner |
| Saragozza                                     | Spagna      | Partner |
| Savona                                        | Italia      | Partner |
| Sovetsk (Tilsit)                              | Russia      | Partner |
| Torresina                                     | Italia      | Partner |
| Tolone                                        | Francia     | Partner |
| Tvarožná                                      | Rep. Ceca   | Partner |
| Valence                                       | Francia     | Partner |
| Vallauris                                     | Francia     | Partner |
| Vilnius                                       | Lituania    | Partner |
| Waterloo                                      | Belgio      | Partner |
| Zuccarello                                    | Italia      | Partner |